# Денвер (Ајова)
Денвер (енгл. Denver) град је у америчкој савезној држави Ајова. По попису становништва из 2010. у њему је живело 1.780 становника.

## Демографија
Према попису становништва из 2010. у граду је живело 1.780 становника, што је 153 (9,4%) становника више него 2000. године.
| Група             | 2000.         | 2010.         |
| Белци             | 1.601 (98,4%) | 1.755 (98,6%) |
| Афроамериканци    | 3 (0,2%)      | 2 (0,1%)      |
| Азијати           | 3 (0,2%)      | 5 (0,3%)      |
| Хиспаноамериканци | 15 (0,9%)     | 10 (0,6%)     |
| Укупно            | 1.627         | 1.780         |